# Philodor Ouimet
Pour l’article homonyme, voir Ouimet.
Philodor Ouimet (24 mars 1909-23 mars 1990) fut maire de Saint-Jean (1953-1967) et député libéral du comté de Saint-Jean (1960-1966).

## Biographie[1]
Né à Saint-Jean-sur-Richelieu, le 24 mars 1909, il est le fils d'Eugène Ouimet, cultivateur, et d'Alphonsine Brault.
Il fréquente l'école de rang, puis poursuit ses études à l'éducation permanente des écoles de Saint-Albans et Moreau (Montréal). En 1930, il épouse Flore Therrien, fille d'Arcade Therrien, cultivateur, et de Rose-Anna Clément, dans la cathédrale de Saint-Jean.
À partir de 1932, il exerce différents métiers (surtout camionneur et cantonnier) puis devient successivement propriétaire de deux commerces : la Carrière Bernier litée et de la compagnie St. John's Ready Mix, en 1950.
Il s'oriente ensuite clairement vers la politique. Il devient échevin en 1948, puis maire de la ville de Saint-Jean-sur-Richelieu de 1953 à 1967. Il officie conjointement comme Préfet du comté en 1955 et en 1956. Il se présente, sans succès, comme 
Candidat libéral indépendant dans Saint-Jean-Iberville-Napierville à l'élection partielle fédérale du 19 décembre 1955. 
Il est finalement élu député libéral à l'Assemblée législative dans Saint-Jean en 1960 puis réélu en 1962. Il fut défait en 1966 par Jérôme Proulx de l'Union nationale.
Il décède à Saint-Jean, le 23 mars 1990, à l'âge de 80 ans.